# نادي البحرين للدراجات النارية
نادي البحرين للدراجات النارية هو نادي رياضي بحريني يتولى إدارته عيسى العوضي، وهو من مؤسسي الاتحاد العربي للدراجات النارية الذي يوجد مقره بتونس.
- يشرف النادي على تنظيم بطولة البحرين للدراجات النارية الصحراوية، بمشاركة متسابقين بحرينيين وآخرين من بلدان أخرى من ذلك أنه بالنسبة لبطولة 2009 التي نظمت في 8 ماي شارك فيها بالإضافة إلى البحرين متسابقون من الكويت والإمارات العربية المتحدة وألمانيا وجنوب أفريقيا وبريطانيا. وتندرج فيها مسابقات 250 سي سي و450 سي سي.

 البحرين